# Pawieł Niawiescienka
Pawieł Iwanawicz Niawiescienka (biał. Павел Іванавіч Нявесценка, ros. Павел Иванович Невестенко, Pawieł Iwanowicz Niewiestienko) – białoruski kołchoźnik i polityk, deputowany do Rady Najwyższej Republiki Białorusi XIII kadencji.

## Życiorys
W 1995 roku mieszkał we wsi Siennica w rejonie mińskim. Pełnił funkcję przewodniczącego kołchozu im. Gastełły w rejonie mińskim. W drugiej turze wyborów parlamentarnych 28 maja 1995 roku został wybrany na deputowanego do Rady Najwyższej Republiki Białorusi XIII kadencji z siennickiego okręgu wyborczego nr 195. 9 stycznia 1996 roku został zaprzysiężony na deputowanego. Od 23 stycznia pełnił w Radzie Najwyższej funkcję członka Stałej Komisji ds. Polityki Ekonomicznej i Reform. Był bezpartyjny. 27 listopada 1996 roku, po dokonanej przez prezydenta Alaksandra Łukaszenkę kontrowersyjnej i częściowo nieuznanej międzynarodowo zmianie konstytucji, nie wszedł w skład utworzonej przez niego Izby Reprezentantów Zgromadzenia Narodowego Republiki Białorusi I kadencji. Zgodnie z Konstytucją Białorusi z 1994 roku jego mandat deputowanego do Rady Najwyższej zakończył się 9 stycznia 2001 roku; kolejne wybory do tego organu jednak nigdy się nie odbyły.